# Fabrosauridae
 (février 2011).
Famille
Genres de rang inférieur
- Genre-type : Fabrosaurus Ginsburg, 1964 Nomen dubium
- autres genres : voir paragraphe #Genres

Les Fabrosauridae sont une famille fossile de petits dinosaures primitifs herbivores dont la plupart vécurent à la fin du Trias et au début du Jurassique (-215 à -200 millions d'années environ). Avec les hétérodontosauridés (leurs cousins, dont Heterodontosaurus) ils sont considérés comme les ancêtres de la plupart des dinosaures ornithopodes.

## Historique et étymologie
Les fabrosauridés sont connus depuis la fin du XIXe siècle lorsque Richard Owen décrit des fragments de mâchoires et des dents découverts dans une carrière du sud de l'Angleterre. Il donne à ce fossile le nom d’Echinodon (échinodonte, « dents épineuses »), pouvant simplement déterminer qu'il s'agissait d'un petit reptile herbivore vivant à la fin de l'ère jurassique (-145 millions d'années environ). Un fragment de mâchoire similaire est découvert bien plus tard en 1964, en Afrique du Sud, mais cette fois-ci dans les couches de la fin de la période triasique (-215 millions d'années). Ce fossile est baptisé Fabrosaurus (fabrosaure, « reptile de Fabre »).
Un peu plus tard la découverte d'un squelette dans la même région et dans les mêmes couches géologiques que Fabrosaurus permet de savoir à quoi ressemblait vraiment un fabrosauridé. Bien que les dents étaient identiques à celles de Fabrosaurus on attribue ces restes à un nouveau genre, Lesothosaurus (lésothosaure),  mais celui-ci et Fabrosaurus ne font sans doute qu'un. Il s'agissait d'un petit dinosaure bipède ornithopode d'un mètre de long aux allures élancées et à la morphologie adaptée à la course.
Scutellosaurus découvert en Arizona dans les mêmes couches que les deux précédents genres de dinosaures est un autre fabrosauridé assez curieux car il est présente sur son dos des écussons osseux. Ce qui signifie que cet animal était cuirassé et pouvait résister aux attaques de prédateurs. En revanche il courait moins vite que Lesothosaurus car il possédait des membres postérieurs plus courts. Sa longueur est d'environ un mètre trente.
Ils sont considérés comme nomen dubium par certains auteurs et acceptés par d'autres.

## Description
Les fabrosauridés ont en commun la forme particulière de leurs dents foliacées (en forme de feuilles), pointues et crénelées. La ressemblance de ces dernières avec celles d'animaux actuels comme l'Iguane terrestre des îles Galapagos, permet de se faire une idée précise du mode d'alimentation des fabrosauridés. Leurs dents leur servaient simplement à couper les végétaux les plus coriaces en petits morceaux avant de les avaler (ils ne pouvaient pas mastiquer).
Plusieurs indices laissent à penser que les fabrosauridés du Trias supérieur et Jurassique inférieur vivaient dans un environnement plus ou moins aride. Scutellosaurus et Lesothosaurus notamment ont été retrouvés dans des couches de sédiments rouges. Cette couleur indique des conditions climatiques chaudes avec alternance de saisons sèches et humides. On pense que certains de ces animaux estivaient durant la saison sèche. La découverte de deux squelettes de Lesothosaurus pelotonnés ensemble avec des dents usées éparpillées autour d'eux (alors que leur mâchoires étaient pourvues de dents presque intactes) laisse à penser que leurs dents étaient remplacées par de nouvelles pendant leur léthargie.
Les fabrosauridés devaient sans doute être la proie de nombreux prédateurs de la fin du Trias tels que Coelophysis par exemple ou des Thécodontes (Cynognathus...).

## Genres
- Eocursor
- Eofabrosaurus
- Fabrosaurus
- Gunanosaurus
- Gongbusaurus
- Pulaosaurus
- †Xiaosaurus Dong et Tang, 1983